# Antoine de La Sale

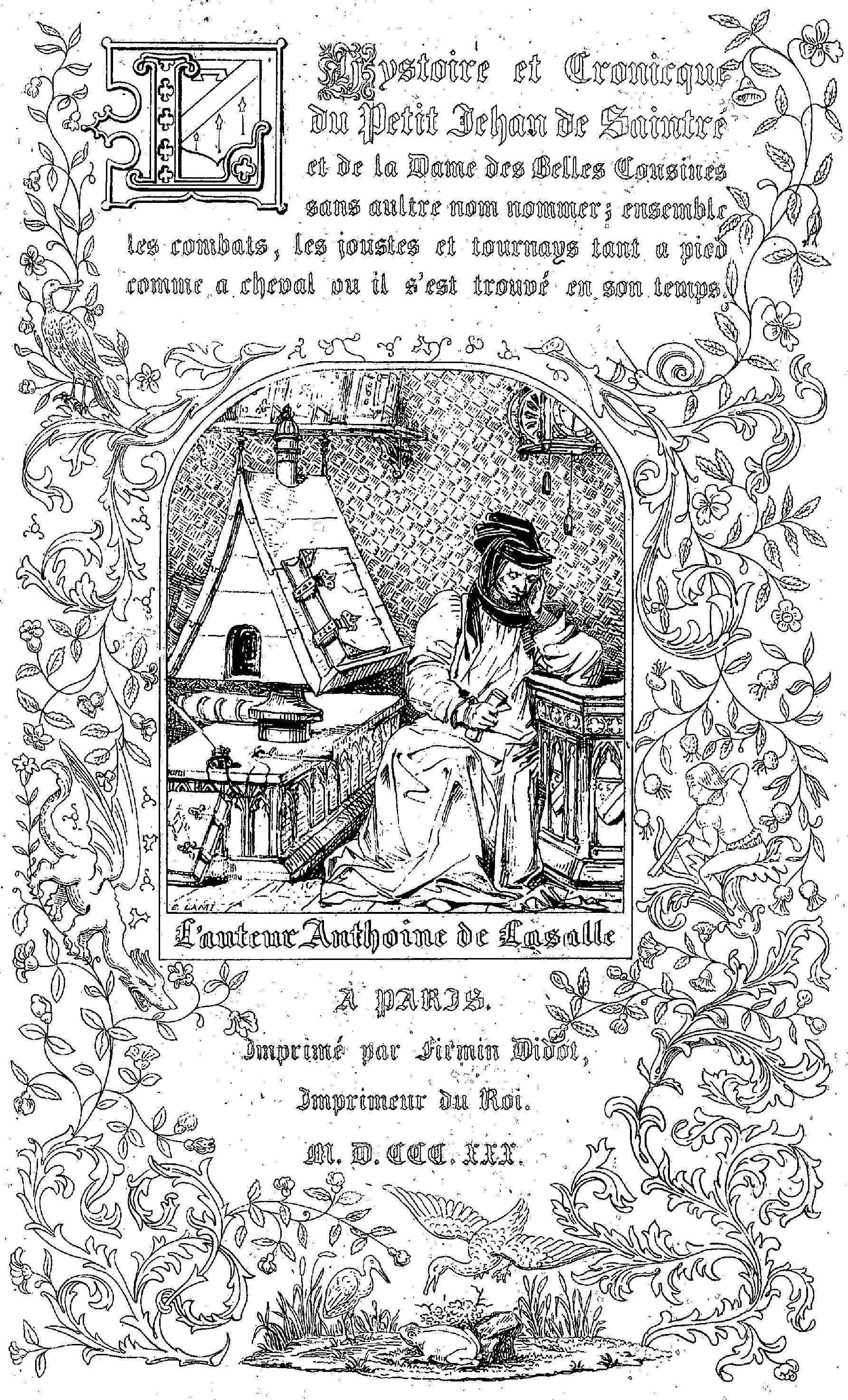
Copertina di una edizione del 1830 di Petit Jehan de Saintré raffigurante un ritratto immaginario dell'autore

Antoine de La Sale o de La Salle (1388 circa – 1462 circa) è stato uno scrittore francese satirico.

## Biografia
Il luogo della sua nascita è incerto: secondo alcuni nacque in Borgogna, secondo altri in Turenna, secondo altri ancora in Provenza (probabilmente ad Arles), verso il 1388.
Era figlio naturale di Bernard de la Salle, famoso soldato di ventura che aveva servito molti padroni, tra cui i duchi angioini. Nel 1402 Antoine entrò alla corte degli Angiò, probabilmente come paggio, e nel 1407 era a Messina con il duca Luigi II, che si era recato lì per far valere le sue pretese sul regno di Sicilia. Forse trascorse gli anni successivi nel Ducato di Brabante, giacché fu presente a due tornei tenuti a Bruxelles e Gand.
Insieme ad altri gentiluomini di Brabante, i cui nomi sono stati da lui preservati, partecipò alla spedizione del 1415 contro i Mori, organizzata da Giovanni I del Portogallo. Nel 1420 accompagnò il giovane Luigi III d'Angiò in un'altra spedizione a Napoli, compiendo in quell'anno un'escursione da Montemonaco al Monte Sibilla. La storia delle sue avventure in questa occasione, e un loro resoconto con alcuni commenti scettici sulle leggende locali riguardanti il lago di Pilato e la grotta della Sibilla, formano il capitolo più interessante de La Salade, il Paradiso della regina Sibilla, illustrata tra l'altro da una mappa dell'ascesa da Montemonaco.
Dopo questo viaggio in Italia, dal 1423 al 1434 si mise al servizio di Luigi III, duca di Angiò, re di Sicilia, che lo prese come segretario. Alla morte del principe passò al servizio di Renato d'Angiò, successore di Luigi, che nel 1434 lo nominò tutore di suo figlio, Giovanni d'Angiò, duca di Calabria, al quale egli dedicò, negli anni tra il 1438 e il 1447, il suo La Salade, un libro di testo contenente gli studi necessari per un principe. Il titolo è indubbiamente un gioco di parole sul proprio nome, ma La Sale lo spiega sulla base del carattere miscellaneo del libro: un'insalata è composta «da molte buone erbe». Nel 1439, poiché aveva in custodia il castello di Capua, fu nuovamente in Italia insieme al duca di Calabria e la sua giovane moglie, Maria di Borbone, quando il luogo venne assediato dal re di Aragona. René abbandonò Napoli nel 1442 e Antoine indubbiamente ritornò in Francia all'incirca nello stesso periodo.
I suoi consigli vennero richiesti nei tornei che celebrarono il matrimonio della sfortunata Margherita d'Angiò a Nancy nel 1445; nel 1446, in un evento simile a Saumur, fu uno degli arbitri. Il discepolo di La Sale aveva ormai vent'anni, e dopo quarant'anni di servizio presso il casato d'Angiò, La Sale lo lasciò per diventare tutore dei figli di Luigi di Lussemburgo, conte di Saint-Pol, che lo portò con sé nelle Fiandre. Verso il 1448 La Sale tornò in Borgogna e il conte Filippo di Saint-Pol lo introdusse alla corte di Filippo il Buono, duca di Borgogna. Per i suoi nuovi allievi scrisse a Châtelet-sur-Oise, nel 1451, un'opera morale intitolata La Salle. Filippo il Buono aveva a quel tempo dato asilo, presso la corte di Borgogna, al Delfino (che sarebbe poi diventato Luigi XI) in fuga dalla collera del proprio padre. La Sale, che aveva seguito il suo mecenate a Genappe nel Brabante, non tardò ad entrare nelle grazie dell'esiliato, che lo invitò a collaborare alle Cent Nouvelles nouvelles («Cento Novelle nuove»), delle quali la cinquantesima porta il suo nome. Morì verso il 1462.

## Le opere
La Sale fu considerato, sul finire del XIX secolo, l'autore di una delle più famose satire in lingua francese, Les Quinze Joyes de mariage, profonde e maliziose satire pubblicate a metà del XV secolo, poiché il suo nome secondo alcuni sarebbe stato deducibile da un acrostico in coda al manoscritto di Rouen. Alcuni supposero inoltre, sempre a torto, che egli fosse stato anche l'«acteur» della raccolta di storie licenziose narrate da varie persone alla corte di Filippo il Buono, intitolata Cent Nouvelles nouvelles. Solo una delle storie è narrata sotto il suo nome, ma egli è accreditato come compilatore dell'intera raccolta, della quale Luigi XI era a lungo ritenuto responsabile. Una copia completa di essa venne presentata al Duca di Borgogna a Digione nel 1462. Se La Sale ne era l'autore, ciò che la critica unanimente esclude, a quel tempo era ancora in vita: in caso contrario, l'ultima menzione che abbiamo di lui risale al 1461. Alcuni critici gli hanno attribuito senza prova alcuna anche la farsa del Maître Pathelin. Abbiamo da lui l'"Insalata" che comprende l'"Excursion aux Îles Lipari" e il "Paradis de la reine Sibylle" (il Paradiso della regina Sibilla), la "Salle" e "Petit Jehan de Saintré", il suo romanzo.

### Petit Jehan de Saintré
La Sale aveva quasi settant'anni quando scrisse l'opera che lo rese famoso, L'Hystoire et plaisante cronicque du petit Jehan de Saintré et de la jeune dame des Belles-Cousines Sans autre nom nommer, dedicata al suo ex-allievo Giovanni di Calabria. Un commiato contenuto nel manoscritto 10,057 (nouv. acq. fr.) della Bibliothèque Nationale (Parigi) afferma che l'opera fu completata a Châtelet il 6 marzo 1453 (ovvero 1456). La Sale annuncia inoltre l'intenzione, apparentemente mai portata a termine, di scrivere un romanzo cavalleresco di Paris et Vienne. Il manoscritto di Petit Jehan de Saintré di solito contiene anche Floridam et Elvide, tradotto da Rasse de Brunhamel dal latino di Nicolas de Clamange. Brunhamel sostiene che La Sale s'era dilettato nello scrivere onorevoli storie sin dai tempi della sua «florie jeunesse», il che conferma ciò che ragionevolmente si può dedurre dallo stile di Petit Jehan de Saintré, ovvero che il suo autore non era un novizio nell'arte della scrittura di romanzi cavallereschi. Il Reconfort a Madame de Neufville, un'epistola consolatoria che comprende due storie di forza d'animo parentale, fu scritto a Vendeuil-sur-Oise verso il 1458; inoltre, nel 1459 La Sale produsse il suo trattato Des anciens tournois et faictz d'armes e la Journee d'Onneur et de Prouesse.
In un momento in cui le tradizioni della cavalleria stavano rapidamente scomparendo, Petit Jehan de Saintré delinea la figura di un «cavaliere ideale» e suggerisce le sue regole di condotta in circostanze varie. Quando Petit Jehan, di tredici anni d'età, viene persuaso dalla Dame des Belles-Cousines ad accettarla come sua dama, essa gli dà istruzioni sistematiche sulla religione, sulla cortesia, sulla cavalleria e sulle arti del successo. Lei fa avanzare materialmente la carriera di lui, finché Saintré diventa un cavaliere compiuto, la fama delle cui prodezze si diffonde in tutta Europa. Questa sezione del romanzo cavalleresco, apparentemente di intenzioni didattiche, è in armonia con le altre opere «edificanti» dell'autore. Ma nella seconda parte la dama virtuosa cade vittima di un volgare intrigo con la Dame Abbé. Uno dei commentatori di La Sale, Joseph Neve, sostiene ingegnosamente che l'ultima sezione vuole semplicemente mostrare come l'eroe, dopo essere passato attraverso gli altri gradi d'istruzione, impara infine dall'esperienza ad armarsi contro la civetteria. Tuttavia, il libro può essere considerato una satira di tutta la teoria dell'amore cortese, fatta attraverso il semplice metodo di suggellare un caso ideale con una conclusione repulsiva. L'opinione che il finale in stile fabliau di un romanzo cavalleresco cominciato in maniera idilliaca fosse dovuto agli influssi corrotti della corte in esilio del Delfino non è accettabile, giacché l'ultima pagina fu scritta quando il principe arrivò a Brabante nel 1456. Che sia una satira anticlericale è improbabile; la professione del seduttore non è necessariamente presa da questo punto di vista. Il linguaggio del libro non è deturpato da rozzezze di alcun tipo ma, se il finale brutale è l'espressione delle reali intenzioni dello scrittore, non è difficile accettare quest'ultimo come autore dei Quinze Joyes de mariage e delle Cent Nouvelles Nouvelles. Entrambi sono capolavori del loro genere e mostrano una potenza drammatica e una padronanza del dialogo ben superiori a quelle del Petit Jehan. Le circostanze del duca di Calabria, al quale il romanzo cavalleresco era dedicato, fanno un po' di luce sull'opera: sua moglie, Maria di Borbone, era una delle «Belles-Cousines» che si contendevano i favori di Jacquet o Jacques de Lalaing nel Livre des faits de Jacques Lalaing che costituisce la fonte principale delle prime gesta di Petit Jehan.
Le incongruità degli scopi di La Sale sono evidenti nel suo metodo di costruzione. L'eroe non è immaginario: Jehan de Saintre fiorì nella Guerra dei Cent'anni, fu fatto prigioniero dopo la battaglia di Poitiers insieme a Jean I Le Maingre (Boucicaut senior) e fu impiegato nei negoziati del Trattato di Brétigny. Jean Froissart lo menzionò come «le meilleur et le plus vaillant chevalier de France». («il migliore e il più valoroso cavaliere di Francia»). Le sue imprese, così come sono narrate nel romanzo, sono tuttavia basaste su quelle di Jacques de Lalaing (circa 1422-1453), che crebbe alla corte di Borgogna e diventò un cavaliere talmente famoso da suscitare la rivalità delle «Belles-Cousines», Maria di Borbone e Maria di Clèves, duchessa d'Orléans. Le imprese di Lalaing sono raccontate da più d'un cronista, ma Gustave Raynaud pensa che il Livre des faits de Jacques de Lalaing, pubblicato come opera di Georges Chastellain, del quale si possono trovare paralleli testuali nel Petit Jehan, dovrebbe anch'esso essere attribuito a La Sale, che in quel caso considerò due resoconti sullo stesso eroe, uno storico e l'altro di fantasia. A complicare le cose, per le ultime imprese di Petit Jehan egli trasse ispirazione dai Livres des faits de Jean Boucicaut, che raccontano la storia del Boucicaut junior (Jean II Le Maingre). L'atmosfera del libro non riprende le ruvide realtà delle guerre inglesi a cui il Saintre reale partecipò, bensì quella delle corti che La Sale conosceva bene.

### Les Quinze Joyes de mariage
Il titolo de Les Quinze Joyes de mariage è, con una profanità tipica del tempo, basata su una litania popolare, Les Quinze Joies de Notre Dame, e ciascun capitolo termina con un ritornello liturgico che esprime le miserie del matrimonio. Le prove che La Sale sia l'autore di quest'opera vennero avanzate da E. Gossart (Bibliophile belge, 1871, pp. 83–7), che cita dal trattato didattico La Salle un brano parafrasato dal trattato di San Girolamo contro Gioviniano il quale contiene gli elementi principali della satira. Gaston Paris (Revue de Paris, dicembre 1897) espresse l'opinione che per trovare qualcosa di simile alla maliziosa perspicacia con cui La Sale intuisce i più intimi dettagli della vita coniugale e la dolorosa esattezza della descrizione, occorre arrivare fino a Balzac. Il tema stesso era abbastanza comune nel Medioevo in Francia, ma il dialogo nelle Quinze Joyes è insolitamente naturale e vivido. Ciascuna delle quindici vignette è perfetta nel suo genere; non vi sono ridondanze. La verbosità tipica del romanzo viene sostituita dai metodi degli scrittori di fabliau.

### Cent Nouvelles Nouvelles
Nelle Cent Nouvelles Nouvelles la novella italiana viene naturalizzata in Francia. Il libro è modellato sul Decameron di Boccaccio, e deve qualcosa alle Facetiae latine dell'intellettuale contemporaneo Poggio Bracciolini; ma le storie sono raramente prese da altrove, e nei casi in cui le Nouvelles hanno un'omologa novella italiana esse sembrano varianti indipendenti. In molti casi l'immoralità generale del concetto si associa alla grossolanità dei dettagli, ma la novantottesima storia narra ciò che sembra essere una tragedia genuina, ed è di una natura totalmente differente dagli altri contes. È un'altra versione della storia del già menzionato Floridam et Elvide.

### Edizioni
Le migliori edizioni delle opere indubbie e presunte di La Sale sono: Petit Jehan de Saintre a cura di J. M. Guichard (1843); Les Cent Nouvelles Nouvelles a cura di Thomas Wright (Bibliothèque elzevérienne, 1858); Les Quinze Joyes de mariage a cura di Pierre Jannet (Bibl. elzev., 1857). La Salade fu data alle stampe più di una volta durante il XVI secolo. La Salle non è stato mai stampato; per i suoi contenuti si veda E. Gossart nel Bibliophile belge (1871, pp. 77 e segg.). Si vedano anche le autorità summenzionate e Joseph Neve, Antoine de la Salle, sa vie et ses ouvrages... suivi du Reconfort de Madame de Fresne... et de fragments et documents inedits (1903), il quale sostiene che Les Quinze Joyese le Cent Nouvelles Nouvelles debbano essere ripudiate dalle opere di La Sale; Pietro Toldo, Contributo allo studio della novella francese del XV e XVI secolo (1895), e una recensione di esso a cura di Gaston Paris nel Journal des Savants (maggio 1895); L. Stern, Versuch liber Antoine de la Salle, in Archiv fur das Studium der neueren Sprachen, vol. xlvi.; e G. Raynaud, Un Nouveau Manuscrit du Petit Jehan de Saintre, in Romania, vol. xxxi.